# Michael Macsenaere
Michael Macsenaere (* 7. Dezember 1959) ist ein deutscher Psychologe. Er leitet seit 2001 das Institut für Kinder- und Jugendhilfe in Mainz.

## Leben
Macsenaere absolvierte 1978 das Abitur am Bischöflichen Willigis-Gymnasium in Mainz. Von 1981 bis zum Diplom 1988 studierte Macsenaere Psychologie an der Johannes Gutenberg-Universität Mainz. 1995 erfolgte dort die Promotion zum Dr. rer. nat. und 2003 die Habilitation
mit der Schrift „Venia legendi - Psychologie in der Heilpädagogik unter besonderer Berücksichtigung der Bewegungserziehung“ an der Universität zu Köln.
2005 wurde er zum Honorarprofessor für Sportpsychologie an der Johannes Gutenberg-Universität Mainz bestellt.
Macsenaere ist seit 2001 Direktor und seit 2006 geschäftsführender Direktor des Instituts für Kinder- und Jugendhilfe in Mainz. Er unterrichtet an der Johannes Gutenberg-Universität Mainz, der Universität zu Köln und der Hochschule Niederrhein.
2011 gründete er die Macsenaere-Stiftung zur Förderung junger Menschen.

## Arbeitsgebiete
- Evaluation im Sozialwesen
- Qualitätsentwicklung und wirkungsorientierte Steuerung
- Ressourcenorientierte Pädagogik
- Sportpsychologie

## Schriften
- M. Macsenaere, K. Esser, E. Knab, S. Hiller: Handbuch der Hilfen zur Erziehung. Lambertus, Freiburg 2014.
- M. Macsenaere, K. Esser: Was wirkt in der Erziehungshilfe. Reinhardt, München 2012.
- M. Macsenaere, S. Hiller (Hrsg.): Outcome gemessen in der Jugendhilfe. Lambertus, Freiburg 2011.
- M. Macsenaere, G. Paries, J. Arnold: EST! Evaluation der Sozialpädagogischen Diagnose-Tabellen – Abschlussbericht. Bayerisches Staatsministerium für Arbeit und Sozialordnung, Familie und Frauen, München 2009.
- T. Hermsen, M. Macsenaere (Hrsg.): Wirkungsforschung in der Kinder- und Jugendhilfe. (= KFH Mainz Schriftenreihe. Band 2). KFH Mainz, Mainz 2007.
- M. Macsenaere, E. Knab: EVAS – Eine Einführung. Lambertus, Freiburg 2004.
- M. Schmidt, K. Schneider, E. Hohm, A. Pickartz, M. Macsenaere, F. Petermann, P. Flosdorf, H. Hölzl, E. Knab: Effekte erzieherischer Hilfen und ihre Hintergründe. (= Schriftenreihe des BMFSFJ. Band 219). Stuttgart, Kohlhammer 2003.

## Weblink
- Literatur von und über Michael Macsenaere im Katalog der Deutschen Nationalbibliothek